# 诺曼·斯科特号驱逐舰 (DD-690)
诺曼·斯科特号驱逐舰（英語：USS Norman Scott (DD-690)）是美国海军弗莱彻级驱逐舰中的一艘，以在瓜达尔卡纳尔海战中牺牲的美国海军少将诺曼·斯科特命名。
诺曼·斯科特号于1943年4月26日在缅因州巴斯的巴斯钢铁厂开工，8月28日下水，11月5日服役。

## 历史
1944年1月14日，诺曼·斯科特号离开波士顿海军工厂，护卫堪培拉号重巡洋舰前往珍珠港。2月1日抵达后，诺曼·斯科特号马上投入吉尔伯特和马绍尔群岛战役，与甘比尔湾号护航航空母舰一同前往马朱罗。随后，诺曼·斯科特号又参与了马里亚纳和帕劳群岛战役、塞班战役和提尼安战役。在提尼安战役中，科罗拉多号战列舰被岸炮袭击，在解救过程中，诺曼·斯科特号在短短数秒内被击中六次，包括舰长在内的23人死亡，57人受伤。在塞班岛临时维修后，诺曼·斯科特号返回梅尔岛海军造船厂进行彻底维修直至10月21日完成。
诺曼·斯科特号在夏威夷海域完成新兵训练后前往马努斯岛，负责护卫运输船前往菲律宾直至1945年2月9日。然后加入美国第五舰队和第三舰队组成的特遣队，为硫磺岛战役和冲绳岛战役提供支援。战争后期，诺曼·斯科特号负责封锁日本本土海岸，为战列舰炮击提供支援。1945年7月15日，诺曼·斯科特号与密苏里号战列舰、威斯康辛号战列舰、艾奥瓦号战列舰、里米号驱逐舰和麦高恩号驱逐舰一同袭击了室兰市，这是水面舰艇第一次轰炸日本本土。
在协助占领横滨日本海军基地后，诺曼·斯科特号短暂停靠冲绳，然后返回华盛顿州塔科马。1946年4月30日，诺曼·斯科特号退役，先停泊在圣迭戈后转移到梅尔岛。1973年4月15日，诺曼·斯科特号除籍，12月3日出售拆除。